# オットー・フォン・クノーベルスドルフ
ハインリヒ・オットー・エルンスト・フォン・クノーベルスドルフ (Heinrich Otto Ernst von Knobelsdorff、1886年3月31日–1966年10月21日) は、第二次世界大戦時のドイツ軍人で、第19装甲師団長などを歴任した。最終階級は装甲兵大将。柏葉・剣付騎士鉄十字章の受章者である。

## 略歴
1886年、ベルリンに生まれる。ザールフェルトで古くから続く貴族の家の出である。ベンスベルクの士官候補生学校とプロイセン王国高級士官学校を卒業した後、ドイツ帝国陸軍に入隊し、第94歩兵師団の士官候補生として配属された。第一次世界大戦では2度に渡り鉄十字章を受章し、戦後はドイツ国防軍陸軍に勤務した。1939年1月1日に少将に昇進し、第二次世界大戦開戦時には第33特務高等司令部参謀長を務めていた。1940年2月1日に第19歩兵師団長に任じられると、フランス侵攻やその後の占領の指揮を執った。1940年10月には第19歩兵師団は装甲化のためドイツに戻り、11月には第19装甲師団に改組された。彼はそのまま第19装甲師団長となり、装甲科に移った。同年12月には中将に昇進した 
第19装甲師団はバルバロッサ作戦のためロシアに送られ、モスクワ郊外まで進出した。1942年5月から6月には北方軍集団第16軍麾下の第10軍団、6月から7月には同第2軍団の指揮を任された。その後、第24装甲軍団長に転じ、1942年12月から1943年9月まで第48装甲軍団を指揮した。途中、1942年8月には装甲兵大将に昇進した。この間、柏葉付騎士鉄十字章およびドイツ十字章金章を受章している。
装甲軍団の指揮官として極めて有能であったため、フランスで勤務していた1944年9月に第1軍司令官に任じられた。同月には騎士鉄十字章に剣が加えられた。しかし、この規模の軍集団の指揮には熟達していなかったこと、バルジの戦いに向けて第1軍から戦車部隊を引き抜こうとするヒトラーに抵抗したことから11月末には待命となり、そのまま終戦を迎えた。
戦後は第19装甲師団の戦史をまとめた "Geschichte der niedersaechsischen 19. Panzer-Division" を執筆し、1958年に出版した。1966年、ハノーファーで亡くなった。

## 受章歴
- 1級・2級鉄十字章1914年章[2]
- 1級・2級鉄十字章1939年章[2]
- ドイツ十字章金章 (1943年2月16日、第48装甲軍団長・装甲兵大将)[6]
- 騎士鉄十字章 (1941年9月17日、第19装甲師団長・少将、497人目)[5]
- 柏葉付騎士鉄十字章 (1943年11月12日、第48装甲軍団長・装甲兵大将、322人目)[5]
- 柏葉・剣付騎士鉄十字章 (1944年9月21日、第40装甲軍団長・装甲兵大将、100人目)[5]

## 注記
脚注
1. ↑  ドイツ国防軍の少将はアメリカ陸軍では准将に相当する[3]。
2. ↑  ドイツ国防軍の中将はアメリカ陸軍では少将に相当する[3]。

出典
1. 1 2 3 4 5 6 7  Mitcham 2007, pp. 150–151.
2. 1 2 3  Thomas 1997, p. 382.
3. 1 2  Mitcham 2007, p. 257.
4. ↑  Mitcham 2007, p. 149.
5. 1 2 3 4 5  Scherzer 2007, p. 453.
6. 1 2  Patzwall & Scherzer 2001, p. 238.
7. ↑  Mitcham 2007, p. 152.